# Ochrana genofondu rostlin
Ochrana genofondu rostlin zajišťuje uchování biologické různorodosti. Genofond rostlin představuje jednak rostliny divoké, plané, a dále zemědělské plodiny a kulturní varianty rostlin.
Ochrana genofondu představuje cenný zdroj genetické variability pro další šlechtění v zemědělství, zahradnictví a lesnictví. Z ochranářského hlediska je genofond pojímán jako původní druhové složení rostlinstva v určité oblasti.

## Možnosti ochrany genofondu
- in situ – Ochrana planých rostlin v místě jejich přirozeného výskytu. Hlavní metoda ochrany planých druhů.[1]
- ex situ – Záchova genofondu v náhradních stanovištích. Využívá se především u kriticky ohrožených druhů, kterým hrozí reálné nebezpečí vyhubení. V užším smyslu ex situ znamená vytvoření náhradní populace na stanovištích blízkých původním (rekultivace lomů).[2] Také skladování semen v semenné bance.
  - on farm – Záchova genofondu tradičních, primitivních a tedy méně výnosných zemědělských plodin, obvykle v oblastech původu dané odrůdy. Výjimečně též pěstování ohrožených druhů zemědělsky významných planých rostlin (léčivky, pícniny).[3][4][5][6][7]
  - in garden – Záchova genofondu odrůd okrasných rostlin či zahradnicky a sadovnicky významných ohrožených druhů v zahradách a veřejné zeleni. Poskytují nový, náhradní prostor za úbytek lokalit ve volné přírodě.[8]
- in vitro – Záchova genofondu rostlin pomocí laboratorních metod (in vitro – ve skle). Především zemědělské plodiny (brambory).

## Organizace zabývající se ochranou genofondu rostlin

### Genové banky
Genová banka (genobanka) zajišťuje kolekce semen i živých rostlin případně laboratorně připravených explantátů či mikrohlíz. Většinou se zabývají kulturními, především zemědělskými druhy a odrůdami rostlin.
Semena bývají uskladněna v semenných bankách za nízkých teplot, obvykle dlouhodobě.
Uchovávání genofondů zemědělských plodin koordinuje Konzultační skupina pro zemědělský výzkum (Consultative Group on International Agricultural Research) CGIAR Organizace pro výživu a zemědělství FAO (Food and Agriculture Organization).

### Botanické zahrady
Koordinace ochrany genofondu v botanických zahradách zajišťuje BGCI. Botanické zahrady se zaměřují především na genofond planých druhů rostlin a na zahradní okrasné rostliny.

## Významné dokumentační systémy genetických zdrojů rostlin
- FAO - WIEWS Archivováno 15. 5. 2007 na Wayback Machine.
- SINGER
- EURISCO
- GRIN Archivováno 14. 8. 2009 na Wayback Machine.
- ICIS

## Právní rámec ochrany genofondu rostlin
Úmluva o biologické rozmanitosti (CBD)